# Xã West, Quận Marshall, Indiana
Xã West (tiếng Anh: West Township) là một xã thuộc quận Marshall, tiểu bang Indiana, Hoa Kỳ. Năm 2010, dân số của xã này là 4.008 người.